# TAKI183
『TAKI183』（たき183）は、2006年1月28日に公開された日本映画。

## ストーリー
2年前、グラフィティに夢中だった5人。彼らの最高傑作は渋谷のあばら家・通称「スルメ屋敷」に描いた巨大なグラフィティ。
しかし、絵を描き上げてから、5人の気持ちは離れていき、それぞれの人生を歩み始めたが、トミーだけが一人大人になりきれずにいた。
ある日、彼らのグラフィティの上に、何者かが落書きをしてしまう。更に屋敷は主を失い、ついには取り壊しが決まる。そんな中、トミーは一人新たな絵を描き始める。明日取り壊される家に黙々とグラフィティを描くトミーの元へ、ひとりまたひとりと、かつての仲間がそれぞれの思いを胸に集まってくる。
「TAKI183」とは、グラフィティの始まりと言われている、ニューヨークの落書きのことである。

## キャスト
- トミー：塚本高史
- カン：忍成修吾
- ハッタ：窪塚俊介
- 吉野山良男：村田充
- ヲンナ：加藤ローサ
- さおり：秋山菜津子
- ざんす：手塚とおる
- スルメ婆：風見章子
- 警察官：デビット伊東
- 演出家：マギー
- 舞台女優：夏生ゆうな
- アイドル：松田悟志
- 香港黒社会の幹部：陣内孝則（友情出演）
- 蒲原：西村雅彦

## スタッフ
- 監督：小林正樹
- キャスティング・プロデューサー：藤村恵子
- プロデューサー：杉田浩光、小林智浩
- エグゼクティブプロデューサー：野口照夫、白井博、古屋文明、林朋夫、北出継哉
- 企画開発:黒木稔貴、石井きよみ
- 原案：一色伸幸
- 脚本：一色伸幸
- 撮影監督：津田豊滋
- 撮影：滝彰志
- 美術：塩田仁
- 音楽：RINO LATINA II、DJ YAS
- 照明：川井稔
- 監督補：権野元

## その他
- 劇中のグラフィティ作品は、日本におけるグラフィティの第一人者でもあり、映画自体のモデルとなったTOMI-Eによるものである。
- 本編DVDのほかに、『TAKI183 TOMI-Eとトミー ～6人と壁と600本のスプレー缶～』というメイキングDVDも発売されている。

## 協力
- 美術協力:
- 協力：